# Nationale Molendag

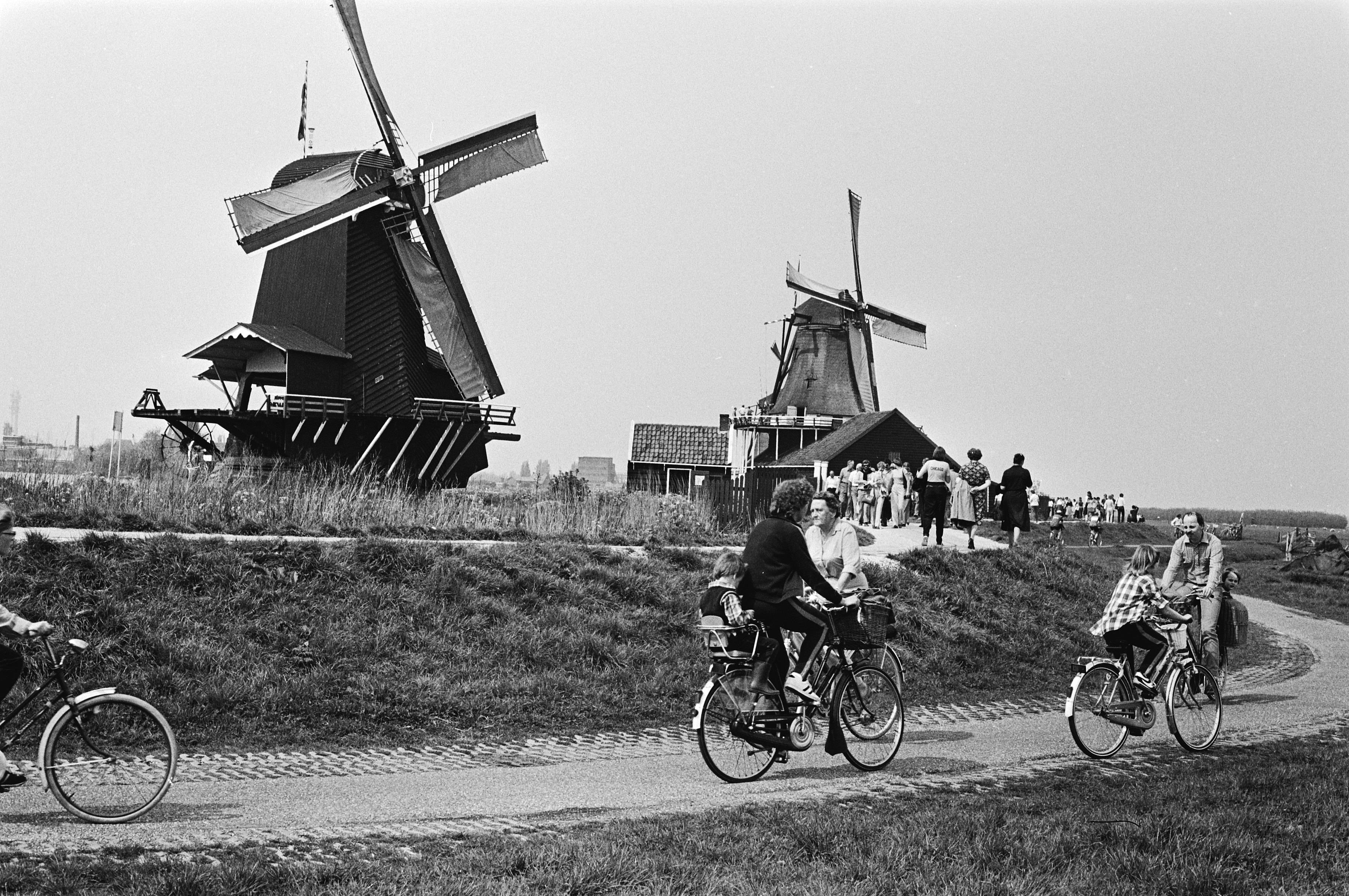
Nationale molendag en Landelijke fietsdag 1981

De Nationale Molendag is een Nederlands evenement dat op 6 oktober 1973 voor het eerst door de Vereniging De Hollandsche Molen met medewerking van de VVV is georganiseerd om de mensen beter kennis te laten maken met de molens in hun omgeving. De eerste molendag, georganiseerd ter gelegenheid van het 50-jarig bestaan van De Hollandsche Molen, was dus in oktober, maar de molendag is daarna vrijwel steeds op de tweede zaterdag in mei. Vanaf 1976 is de nationale molendag gecombineerd met de door de ANWB georganiseerde Landelijke Fietsdag, die tot dan toe een of twee weken later werd gehouden. Door de twee dagen te combineren konden de mensen op de fiets de deelnemende molens bezoeken. Om deze reden waren in alle uitgezette fietsroutes molens opgenomen. Uitzondering hierop was het jaar 2001. Toen werd de Landelijke Fietsdag vanwege de MKZ-crisis in mei verplaatst naar september en viel deze eenmalig niet samen met de Nationale Molendag. Inmiddels bestaat de Landelijke Fietsdag niet meer: de gehele maand mei is tot fietsmaand uitgeroepen.

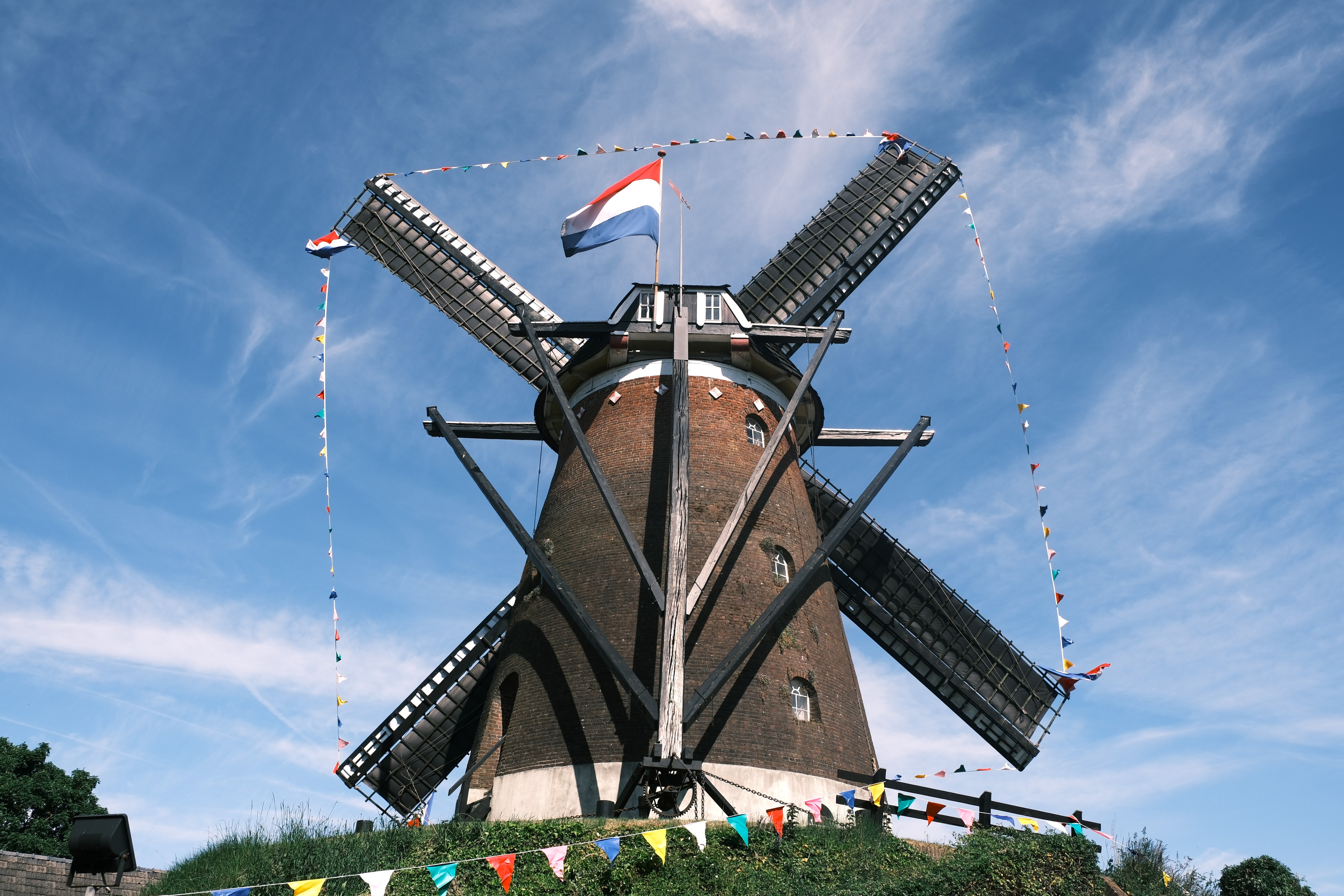
Molen De Witten in Etten (Gelderland) op nationale molendag

In 2008 werden ook een aantal oude gemalen op deze dag opengesteld zodat meestal wordt gesproken van de Nationale Molen- en Gemalendag. Rond de molens en gemalen worden diverse evenementen georganiseerd. Vanaf 2009 vinden niet alleen op zaterdag, maar gedurende het gehele weekeinde evenementen plaats.

## Regionale molendagen
Naast de Nationale Molen- en Gemalendag worden ook regionale molendagen georganiseerd, zoals:
- Westlandse Molendag (laatste zaterdag in juni)
- Zaanse Molendag (laatste zaterdag in september)
- Limburgse Molendag (eerste zondag van oktober)
- Rijnlandse Molendag
- Friese Molendag
- West-Brabantse molendag (derde zondag in maart)

## Molendagen in andere landen
- Duitsland: Deutscher Mühlentag, sinds 1994 jaarlijks op Pinkstermaandag, ingesteld door het Deutsche Gesellschaft für Mühlenkunde und Mühlenerhaltung (DGM)
- Zwitserland: Schweizer Mühlentag, sinds 2001 jaarlijks op de zaterdag na Hemelvaartsdag, ingesteld door de Vereinigung Schweizer Mühlenfreunde
- Verenigd Koninkrijk: National Mills Day, jaarlijks op de tweede zondag in mei, tegenwoordig het gehele weekeinde (National Mills Weekend)